# Lago Wollaston
Il lago Wollaston è un lago situato nelle regioni nord-orientali della provincia canadese del Saskatchewan. Il lago ha una superficie di 2.286 km² e una profondità massima delle sue acque che raggiunge i 71 metri.
L'unico insediamento presente nei pressi del lago è Wollaston Lake, che non conta più di 800 persone. Il lago fu scoperto dall'esploratore Peter Fidler intorno al 1800, e fu utilizzato dai commercianti di pellicce come collegamento tra il fiume Churchill e il fiume Mackenzie. Nel 1821, l'esploratore John Franklin chiamò il lago William Hyde Wollaston, in onore del chimico e fisico inglese.